# Spitzenwertgleichrichter

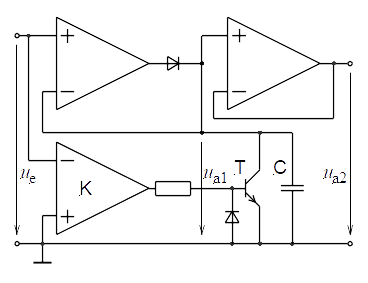
Ausführung eines Spitzenwertgleichrichters mit Einweggleichrichter (oben links)
Kondensator, Spannungsfolger (rechts)
Komparator mit Schalttransistor (unten)

Der Spitzenwertgleichrichter ist eine elektronische Messeinrichtung, mit der der Maximalwert einer elektrischen Spannung erfasst, gespeichert und zur weiteren Verwendung zur Verfügung gehalten wird. Eine mögliche Realisierung zeigt das Bild. Grundlage für das Verständnis ist das Verhalten eines Operationsverstärkers, der, wenn er nicht übersteuert ist, mit sehr guter Näherung die zwei Bedingungen erfüllt:
1. keine Spannung zwischen den Eingängen
2. keine Ströme in die Eingänge.

Notwendige Voraussetzung dazu ist die Rückkopplung vom Ausgang auf den invertierenden Eingang.
Bei positiver Eingangsspannung {\displaystyle u_{\mathrm {e} }} wird in einem Präzisions-Einweggleichrichter eine Ausgangsspannung {\displaystyle u_{\mathrm {a1} }=u_{\mathrm {e} }>0} erzeugt – unverfälscht durch die Durchlassspannung der Diode. Mit der Ausgangsspannung wird ein hochwertiger Kondensator C geladen. Mit steigender Eingangsspannung steigt die Spannung am Kondensator mit an. Bei fallender Eingangsspannung trennt die Diode den Operationsverstärker vom Kondensator ab, und im Idealfall hält der Kondensator seinen Maximalwert beliebig lange bei. Damit er nicht belastet wird, wird mittels eines Spannungsfolgers zur weiteren Signalverarbeitung eine belastbare Spannung {\displaystyle u_{\mathrm {a2} }=u_{\mathrm {a1} }} bereitgestellt.
Eine Erfassung des Minimalwertes einer negativen Spannung erfordert eine andere, aber gleichartige Schaltung mit umgekehrter Richtung der Diode.
Wenn weitere Spannungsspitzen erfasst werden sollen, muss der Kondensator zwischenzeitlich zurückgesetzt werden. Dazu wird in der gezeigten Schaltung durch einen Komparator K der als Schalter arbeitende Transistor T in den leitenden Zustand gebracht, solange {\displaystyle u_{\mathrm {e} }<0} ist. In einer einfacheren Variante wird der Kondensator ständig geringfügig entladen mit einem Widerstand, der so hochohmig ist, dass sich bei einem Signal mit der Periodendauer {\displaystyle T} eine Zeitkonstante {\displaystyle RC\gg T} ergibt.